# Lycosa castanea
Lycosa castanea är en spindelart som beskrevs av Henry Roughton Hogg 1905. Lycosa castanea ingår i släktet Lycosa och familjen vargspindlar.
Artens utbredningsområde är Sydaustralien. Inga underarter finns listade i Catalogue of Life.